# Марки (Воронежская область)
Марки — село в Каменском районе Воронежской области России. Административный центр Марковского сельского поселения

## География
Территория села относится к Донскому Белогорью - правобережной части Среднего Дона, с характерными коренными выходами мергеля и писчего мела, изрезанными оврагами и промоинами. Благодаря непригодности рельефа и почв Марковской долины к активному земледелию на ее бортах сохранились тимьянники, меловые иссопники, дерезняки, кальцефильные засухоустойчивые растительные сообщества, известные под названием «сниженных альп». Они не образуют сплошного покрова и состоят из лишайников, мхов, травянистых и полукустарниковых растений, среди которых много реликтовых. В нижней части долины, особенно в приустьевой части, на влажных наносных почвах, густые заросли образуют луговые травянистые многолетники: тростник и рогоз, ольшаники, верба и ветла.  

### Улицы
- ул. Ленина,
- ул. Мира,
- ул. Мичурина,
- ул. Октябрьская,
- ул. Свободы,
- ул. Центральная,
- ул. Школьная.

## История
Первые поселения в пределах нынешнего села Марки появились в бронзовом веке: Марковское поселение 1 (правый борт долины реки на восточной окраине села) и Марковское поселение 2 (пойма реки в центре села, нынешняя улица Центральная). К югу от центра села находятся курганы Марковский 1 и Марковский 2 (эпоха неизвестна), к северу - Маркинская курганная группа 2 (эпоха бронзы), к юго-западу - Маркинская курганная группа 1 (эпоха бронзы, средневековье).   
В первые десятилетия XVII века, с началом колонизации Среднего Дона поселенцами Московского государства природные ресурсы речки Марка (правого притока Дона) и прилегающего участка реки Дон использовались для рыбной ловли и пушного (преимущественно бобрового) промысла. В Дозорной книге (1615 год) упомянуто  откупное владение — Марковский ухожей (территория, отданная в аренду).
В 60-е годы XVII века здесь существовала малочисленная (около десятка поселенцев) Марковская вотчина, а по документам 1721 года Марки было селом с церковью. По состоянию на 1880 год в Марковской слободе была каменная церковь постройки 1822 года, 424 двора, 3104 жителя, 3 лавки, винокуренный завод, 17 ветряных мельниц. Ежегодно (на Вознесение) проводилась ярмарка. К 1905 году число дворов увеличилось до 597, население - до 4033 человек, появилась земская школа. 
Наименование села (и реки) в разное время в различных официальных документах было Марка, Марок, Морок. Учитывая отсутствие на правом берегу Дона между Тихой Сосной и Черной Калитвой постоянных рек и ручьев и, соответственно, важность реки для всех народов, населявших эту местность, название Марка (как и некоторые другие названия рек бассейна Дона), вероятно, сохранилось со времен населения скифской культуры, говорившего на языках иранской группы. Название это может происходить от средне-древнеиранского слова marg «луг, луговая растительность», представленного практически во всех иранских языках. Также это слово может обозначать: «кормовая трава, пастбище, луговые заросли», что соответствует и современным условиям долины реки Марка. 

## Население
| 1859 | 1897  | 2010  |
| ---- | ----- | ----- |
| 2529 | ↗3268 | ↘1002 |

## Достопримечательности
На западной окраине села, слева от автодороги Каменка - Марки обустроен карстовый родник "Серебряные ключи", посещаемый местными жителями в любое время года. Дебит целебного источника – 25 литров в секунду. Вода, вытекающая несколькими струями из коренного мелового склона, собирается в крытой дубовой купели и стекает отдельным притоком в реку Марка. На склоне балки над родником поставлена деревянная часовня Николая Чудотворца.
К востоку от села на крутых меловых обрывах на левом борту реки Марка сохранился участок с классической растительностью меловых склонов, не затронутый деятельностью человека - памятник природы "Урочище «Голик»".